# Jakob Brilla
Jakob Brilla, né le 4 novembre 2003, est un joueur allemand de hockey sur gazon.

## Carrière
Il a été appelé en équipe première pour concourir à la Ligue professionnelle 2021-2022.